# Ketpen
Ketpen är en ort i Kazakstan.   Den ligger i oblystet Almaty, i den sydöstra delen av landet, 1 100 km sydost om huvudstaden Astana. Ketpen ligger 1 452 meter över havet och antalet invånare är 2 689.
Terrängen runt Ketpen är lite bergig, och sluttar norrut. Runt Ketpen är det mycket glesbefolkat, med 6 invånare per kvadratkilometer. Trakten runt Ketpen består i huvudsak av gräsmarker.